# Leonnates crosnieri
Leonnates crosnieri är en ringmaskart som beskrevs av Leon-Gonzalez och Salazar-Vallejo 2003. Leonnates crosnieri ingår i släktet Leonnates och familjen Nereididae. Inga underarter finns listade i Catalogue of Life.